# Kisalföldi ASzC Eötvös József Technikum, Szakképző Iskola és Kollégium
A  Kisalföldi ASzC Eötvös József Technikum, Szakképző Iskola és Kollégium egy középfokú oktatási intézmény, melyet 1958-ban alapítottak. 2008-ban ünnepelte 50 éves jubileumát, és ennek keretében vette fel az intézmény Eötvös József nevét.
Az intézmény Seregélyesen, zöldövezetű, 5 hektáros, parkosított területen helyezkedik el. A kezdetek óta megyei tulajdonú és fenntartású intézményként működik, azonban 2012. január 1-jén az állam tulajdonába került, a feladatot a Fejér Megyei Intézményfenntartó Központ látja el.

## Történelme
Kezdetben mezőgazdaságigép-szerelő szakmunkástanulókat képeztek, majd 1982-től megindult az ilyen irányú szakközépiskolai oktatást.
Az intézmény tanulóinak lehetőség volt 2008 és 2010 között kézilabdázni az intézményben, sporttagozaton, ami azonban megszűnt.
Az intézmény több, mint 30 éve áll testvériskolai kapcsolatban egy galántai (Szlovákia) és 20 éve egy csíkszeredai (Románia) szakközépiskolával. Mindkét intézmény barátságos fogadtatásban részesíti cserekirándulásra, vagy sportvetélkedőre a rendszeresen érkező tanulókat.
A 2009/2010-es tanév során és 2010 nyarán három jelentős beruházás történt az intézményben:
- épület-felújítás, eszközfejlesztés és a szerszámok, gépek korszerűsítése a Fejér Megyei Szakképzés-szervezési Társulástól beruházásként kapott 52 millió forintból – a pénzt a társulás pályázaton nyerte el;
- 6,4 millió forint értékben mezőgazdasági eszközöket, sorközművelő kultivátort, szántóföldi kultivátort és ásóboronát vásárolhatott az intézmény a Közép-dunántúli Regionális Fejlesztési és Képzési Bizottság pályázatán;
- A Szemünk fénye program keretén belül az intézmény összes világítóberendezését lecserélték.

2010 júniusában a pedagógus nap alkalmából a megyeházán az intézmény négy dolgozója (Varsányiné Kozma Judit magyartanár, Végh László gyakorlati oktatásvezető, Sárközi József karbantartó, Czuppon Tamás szakoktató) elnöki dicséretben részesült, munkájukért elismerő oklevelet nyújtott át nekik dr. Balogh Ibolya, a Fejér Megyei Közgyűlés elnöke.
2011. november 30-án egy rejtélyes telefonáló hívta fel a tűzoltóság ügyeletét, melyben azt állította, hogy bomba van a középiskolában, ami már ketyeg. A hívás egy, a seregélyesi posta melletti telefonfülkéből jött.
A diákok a hátsó udvarra terelték, a tornaterem mellé. Ezt követően létszámellenőrzést tartottak és a művelődési házba vonultak.
Az intézmény területét átvizsgálták, de nem találtak bombát. Ezt követően visszatérhettek a diákok és folytatódhattak a tanórákat.
2012. január 1-jén az intézmény a Fejér Megyei Önkormányzat tulajdonából átkerült az állam tulajdonába.
2015. szeptember 1-jétől az intézmény a Földművelésügyi Minisztérium fenntartásában, a velencei Dr. Entz Ferenc Mezőgazdasági Szakképző Iskola és Kollégium tagintézményeként működik.

Az iskola ez év decemberében indult a Maxim Könyvkiadó 300 ezer forintos ösztöndíjazású fotópályázatán, amit a könyvkiadó a Facebook oldalán rendez meg. Az iskola Ihász Lilla Krisztina 12.id osztályos nebuló fotóival indult a pályázaton.
A TIOP-1.1.1-07/1-2008-1163 pályázat keretében 12 Fejér megyei oktatási intézmény 75 963 094 forint értékben nyert korszerű informatikai eszközöket, mely „a Fejér Megyei Önkormányzat iskoláinak informatikai fejlesztése” címet kapta. A pályázat megvalósítása 2008 óta csúszott, melynek keretében a seregélyesi középiskolában például interaktív táblákat szereltek fel. Az intézmény tanárait december 17-én készítették fel az új eszközök használatára.

## Iskolai élet

### „Eötvös-nap”
Az „Eötvös-nap” megszervezése Eötvös József születésnapjának (szeptember 3.) alkalmából megszervezett diáknap. Az Eötvös-nap megrendezése szeptember első felére esik. Ezen a napon számos verseny várja a diákokat sport, gasztronómiai, erőnléti és közismereti téren egyaránt. Továbbá ekkor avatják az iskolába újonnan felvett diákokat.

### CSOMÓ
A CSOMÓ (Csak Okosan Minden Órán) az iskola havonta megjelenő iskolaújsága. Az újságban többnyire az iskolai élettel kapcsolatban jelennek meg cikkek. A CSOMÓ betűszó (inicializmus) arra utal, hogy csomó mindenről szól az iskolaújság. A csomó szóra lett kitalálva a Csak Okosan Minden Órán kifejezés.
Az iskolaújság szerkesztője Varsányiné Kozma Judit magyartanár.

### Galántai–seregélyesi sportverseny
A seregélyesi középiskola és galántai testvériskolája között már évek óta hagyomány, hogy évente 2 napos sportversenyt rendeznek egymást közt. A tanulók megmérethetik magukat futásban (100 méter, 400 méter, 1500 méter), súlylökésben, távolugrásban, kötélmászásban, gerelyhajításban és váltófutásban. A csapatsportok közül pedig a labdarúgásban és a kötélhúzásban szerepelhet a két iskola csapata.

### Sulirádió
2010 őszén felvetődött a gondolat egy iskolarádió megteremtésében. Idővel megkezdődött az egyeztetés az iskola diákönkormányzata és az iskolavezetés között. Az iskolarádió anyagi, technikai és személyi feltétele 2011 január közepére teremtődött meg, az iskolarádió elkezdhette működését az tanórák közti szünetekben. A beruházás mintegy 200 ezer forintba került. Az iskolarádióban általában zeneszámokat, illetve fontos információkat, közlendőket sugároznak.

## Testvériskolák
- Székely Károly Szakközépiskola, Csíkszereda,  Románia
- Galántai Műszaki Szakközépiskola, Galánta,  Szlovákia

A seregélyesi és a galántai középiskola 1972 óta tart fent baráti kapcsolatot.

## Galéria

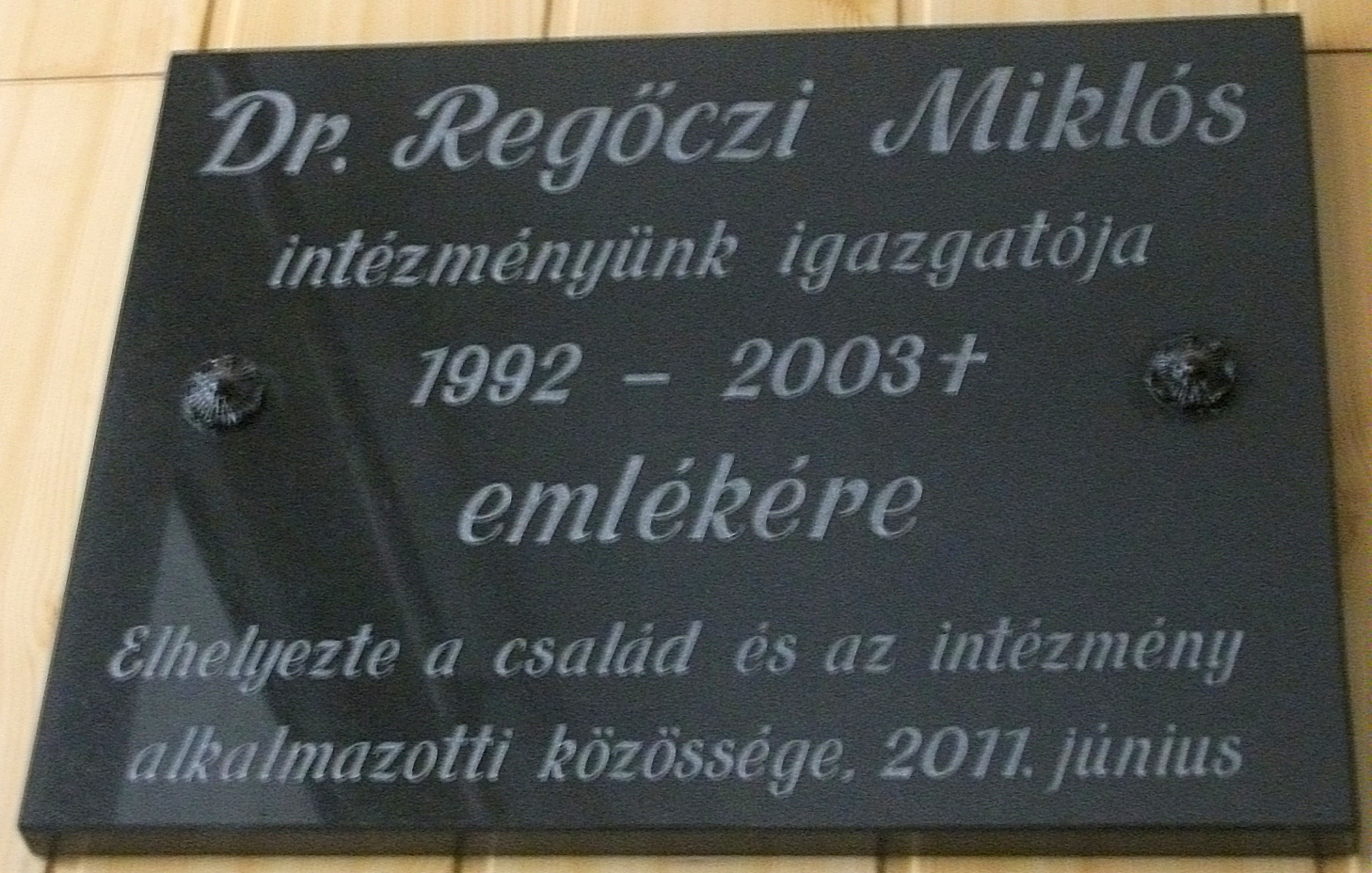
Dr. Regőczi Miklós emlékére 2011. június 6-án állított emléktábla az iskola aulájában, a bejárat mellett. Dr. Regőczi Miklós 1992-től 2003-ban bekövetkezett haláláig volt az intézmény igazgatója.
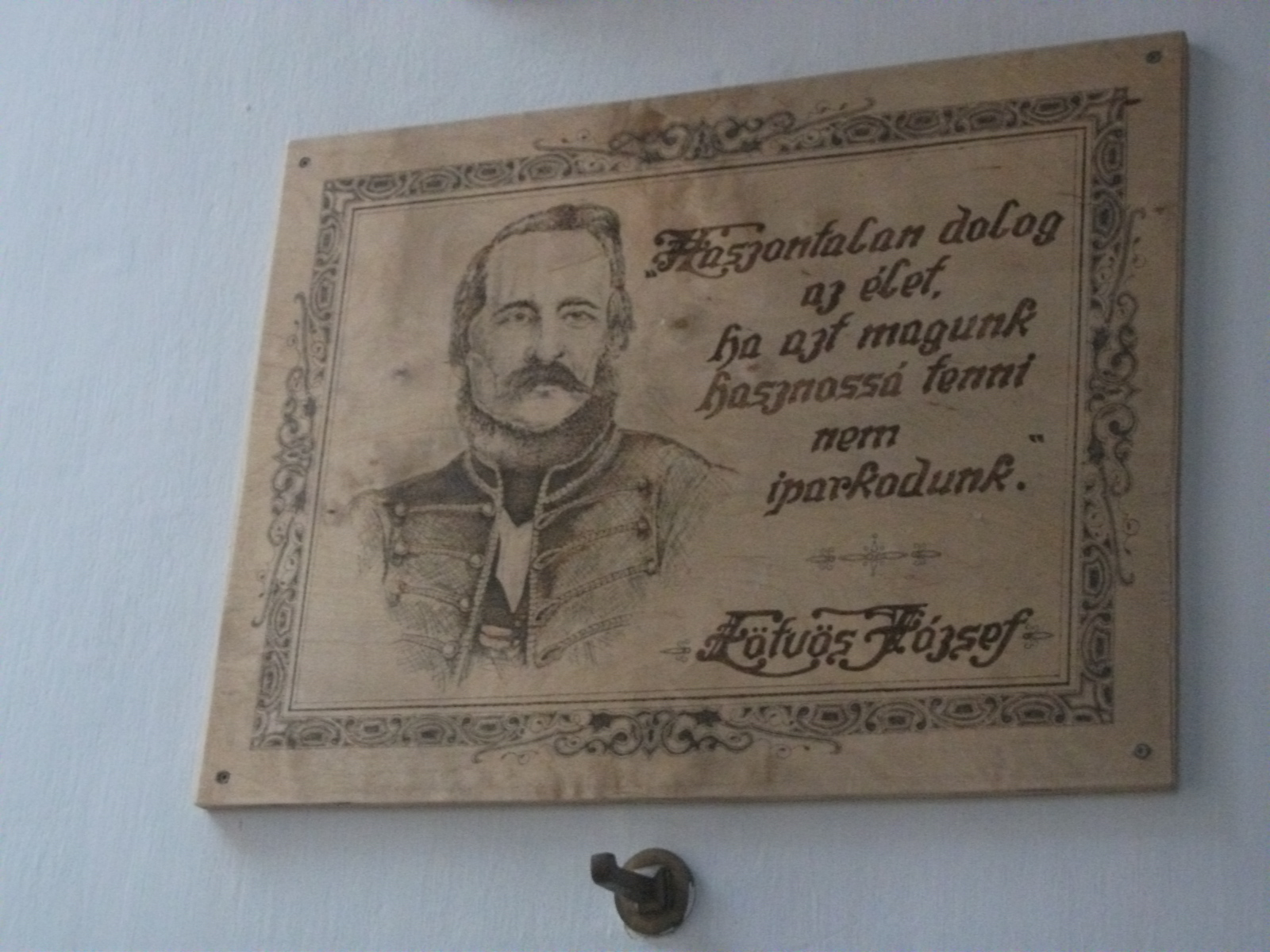
Eötvös Józsefről készült pirográfia (faégetés)
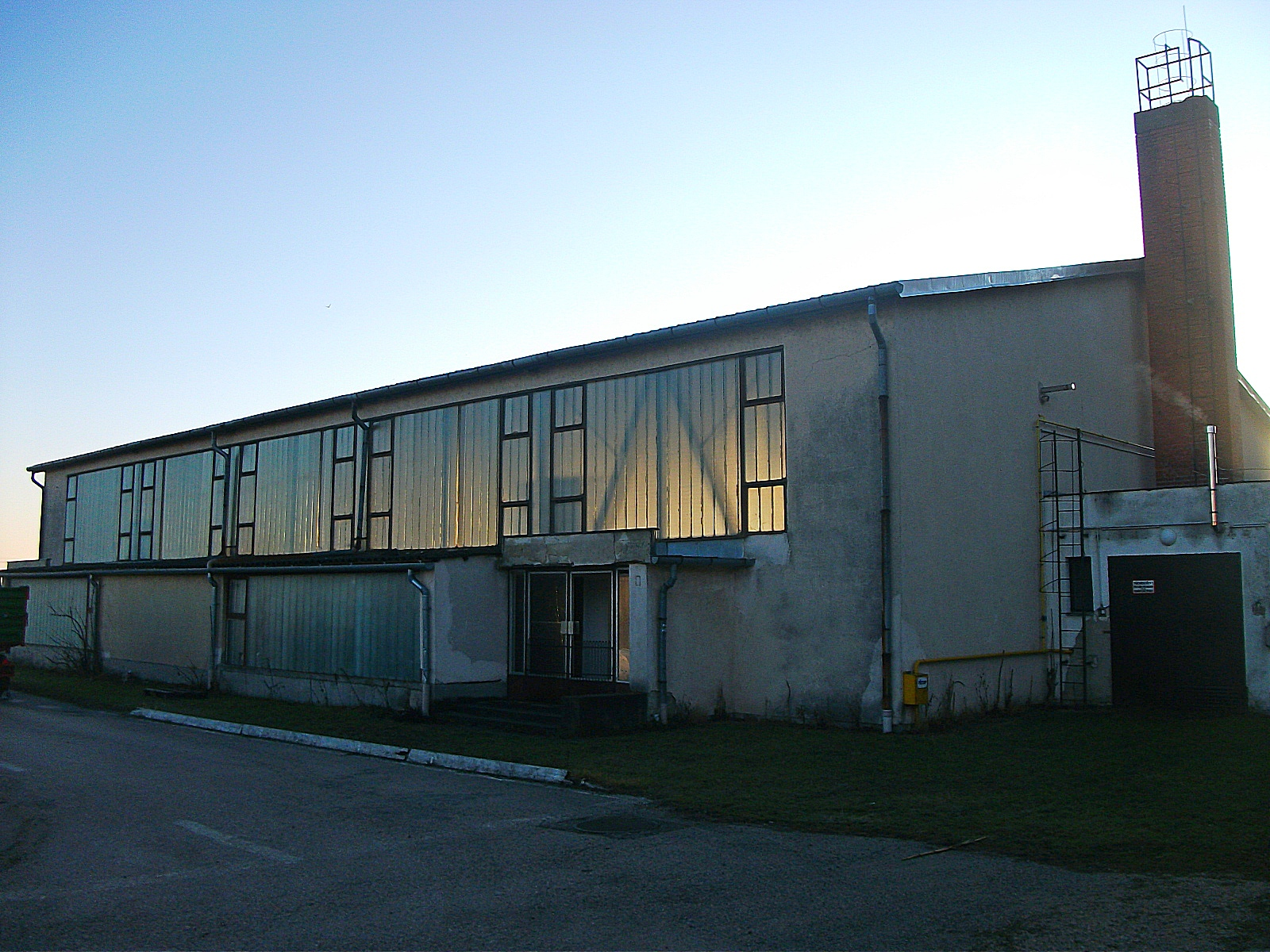
Az intézmény tornaterme
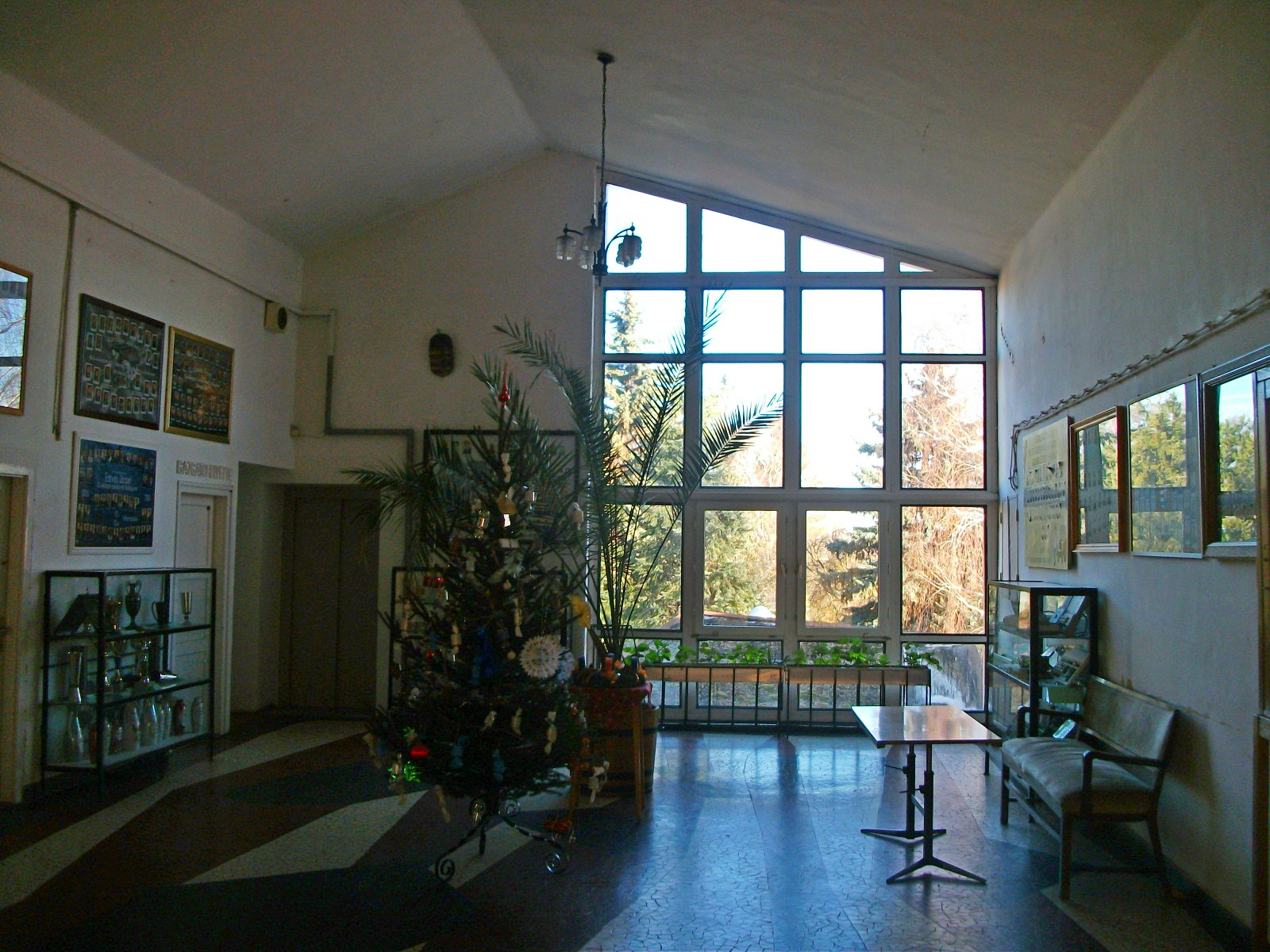
Az emeleti aula karácsonyfával
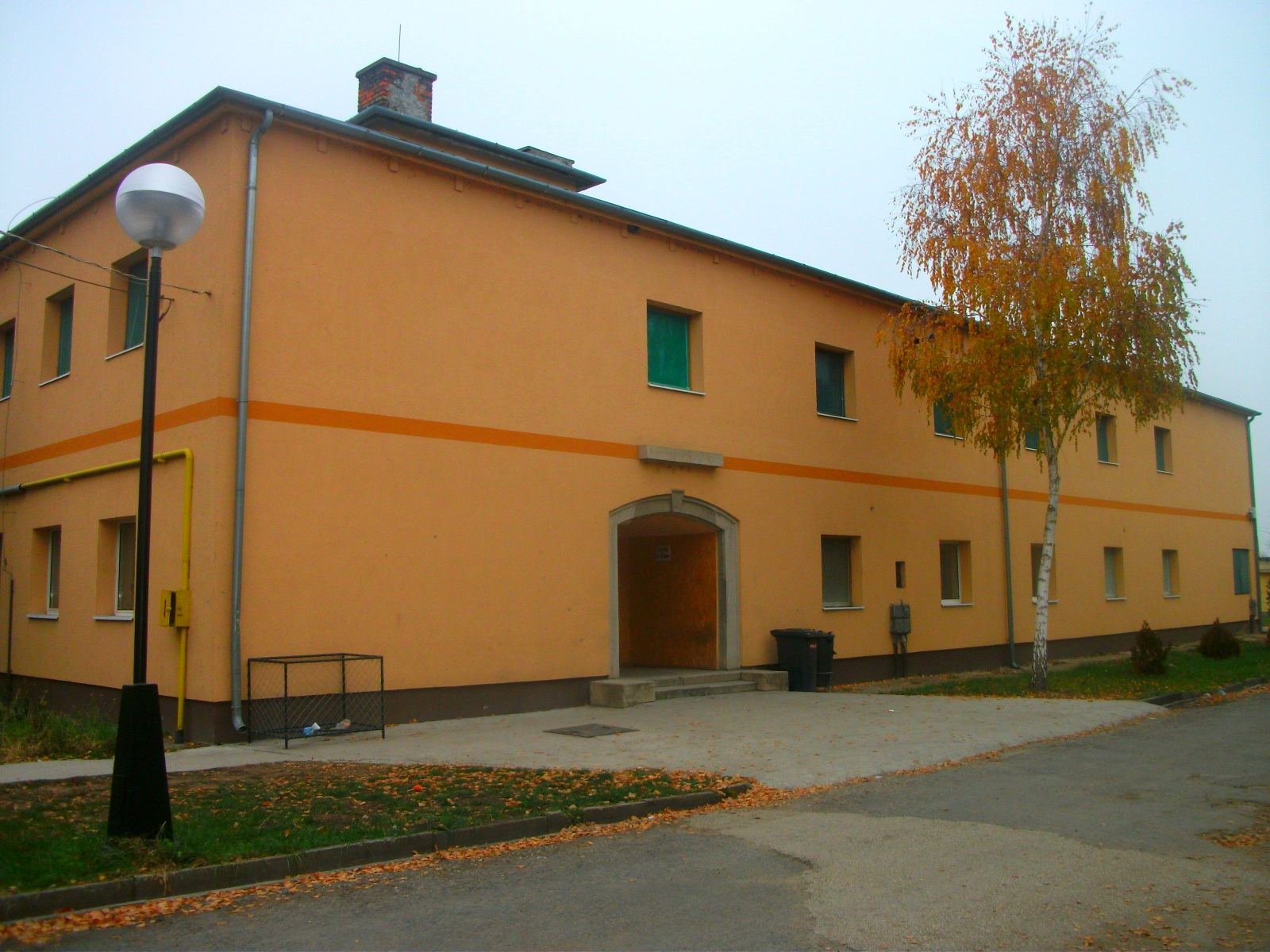
Az intézmény kollégiuma